# Théâtre municipal de Jyväskylä
Le théâtre municipal de Jyväskylä,  (finnois : Jyväskylän kaupunginteatteri), est un bâtiment situé à Jyväskylä en Finlande.

## Description
Le bâtiment est conçu par Alvar Aalto.
Le bâtiment du théâtre construit sur Vapaudenkatu a été achevé six ans après la mort d'Aalto en 1982. 
Le bâtiment du théâtre fait partie de l'ensemble administratif d'Aalto à Jyväskylä réalisé dans les années 1960. 
Les autres parties sont le bâtiment de la police (1971) et le bâtiment des bureaux (1978).
Le théâtre se compose de deux scènes, dont la grande salle de théâtre a 551 places et la petite scène environ 100 places.

Le Sinfonia Finlandia Jyväskylä y réside.

## Galerie

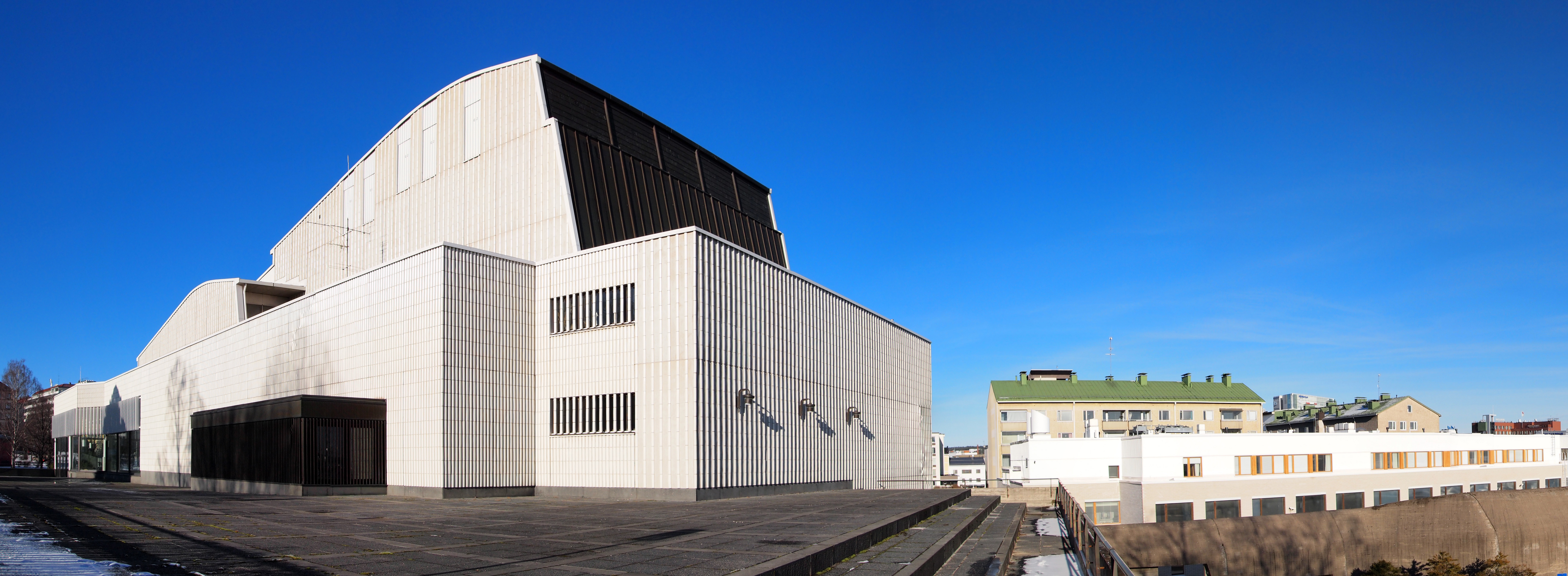

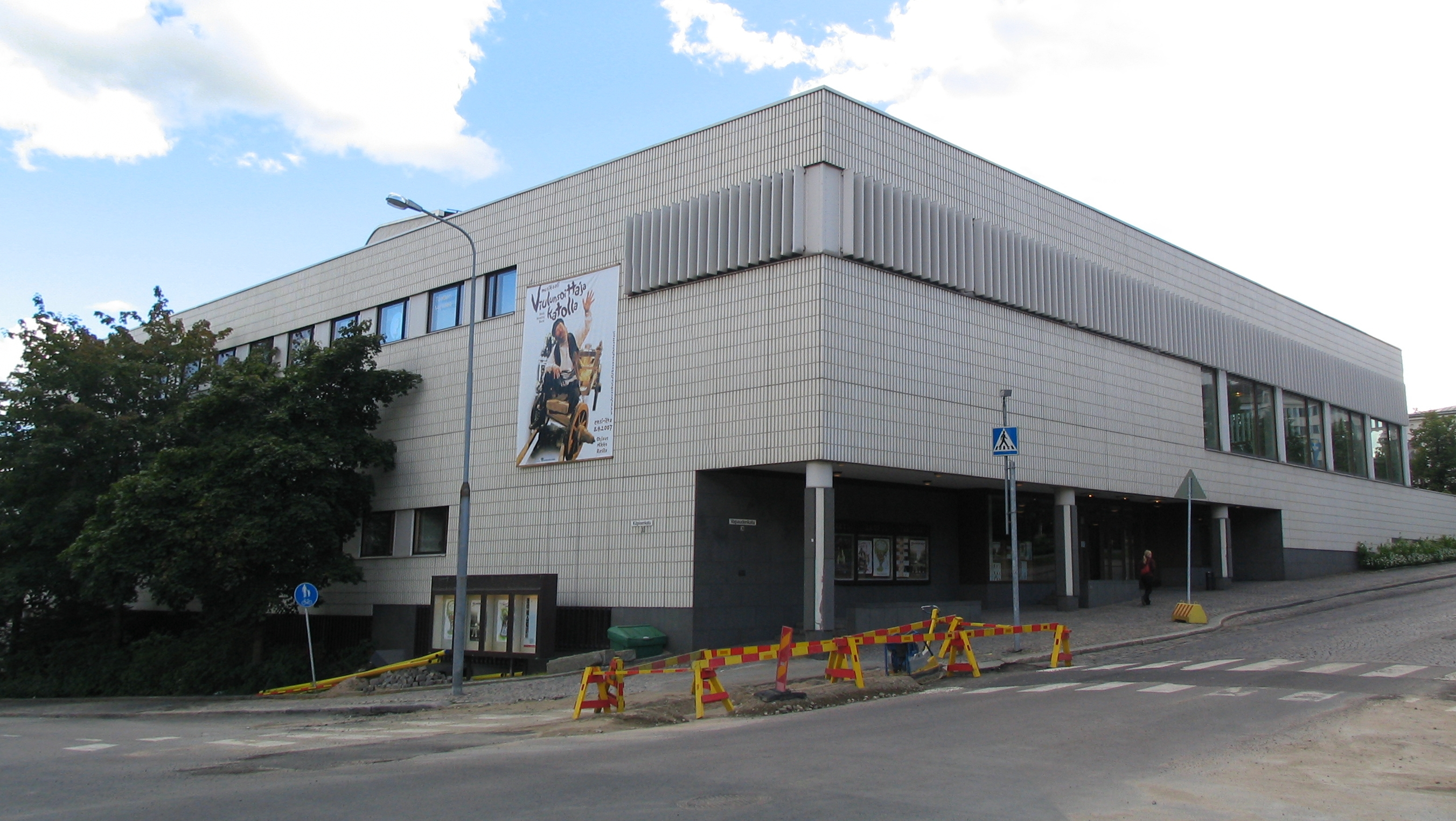